# دون دودلي
دون دودلي (بالإنجليزية: Don Dudley)‏ هو رسام أمريكي، ولد في 1930.